# 平果内溪蟹
平果内溪蟹（学名：Tiwaripotamon pingguoense）为溪蟹科内溪蟹属的动物。在中国大陆，分布于广西等地，多栖息于海拔200 米溪流旁石下或山岩缝隙中。